# Kyneria
Kyneria — рід еребід з підродини совок-п'ядунів, представники якого зустрічаються в Пуерто-Рико.

## Систематика
У складі роду:
- Kyneria anticlina Meyrick
- Kyneria utuadae Schaus 1940